# Нове Життя (Баштанський район)
Нове́ Життя — село в Україні, в Інгульській сільській громаді Баштанського району Миколаївської області. Населення становить 68 осіб.

## Населення
Згідно з переписом УРСР 1989 року чисельність наявного населення села становила 83 особи, з яких 35 чоловіків та 48 жінок.
За переписом населення України 2001 року в селі мешкало 68 осіб.

### Мова
Розподіл населення за рідною мовою за даними перепису 2001 року:
| Мова       | Відсоток |
| ---------- | -------- |
| українська | 97,06 %  |
| російська  | 2,94 %   |